# Bartlet für Amerika
Bartlet für Amerika (Originaltitel: Bartlet for America) ist die 9. Folge der dritten Staffel der US-amerikanischen Fernsehserie The West Wing – Im Zentrum der Macht.

## Besetzung

### Hauptbesetzung
- Rob Lowe als Sam Seaborn, stellvertretender Kommunikationsdirektor des Weißen Hauses
- Stockard Channing als Abigail Bartlet, First Lady
- Dulé Hill als Charlie Young, persönlicher Assistent des Präsidenten
- Allison Janney als C.J. Cregg, Pressesprecherin des Weißen Hauses
- Richard Schiff als Toby Ziegler, Kommunikationsdirektor des Weißen Hauses
- John Spencer als Leo McGarry, Stabschef des Weißen Hauses
- Bradley Whitford als Josh Lyman, stellvertretender Stabschef des Weißen Hauses
- Martin Sheen als President Josiah Bartlet, Präsident der Vereinigten Staaten

### Nebenbesetzung
- David St. James als Rep. Darren Gibson
- Greta Sesheta als Congresswoman
- Joe O’Connor als Calhoun
- Judy Kain als	Event Planner
- Thomas Carrington als Congressional Staffer

## Handlung

### Eröffnung
Leo McGarry spricht mit Mike Casper, dem Special Agent des FBI. Laut Casper hätten sieben afroamerikanische Kirchen in fünf verschiedenen Distrikten im Bundesstaat Tennessee Drohungen erhalten. Gemeinsam mit Casper soll Josh Lyman die Situation im Blick behalten, während McGarry zusammen mit seiner Anwältin Jordon Kendall vor dem Kongress erscheint, der die Umstände der lange geheim gehaltenen MS-Krankheit von Präsident Josiah Bartlet untersucht.

### Akt I
Der Kongressabgeordnete Joseph Bruno erklärt den Ablauf der Anhörung und stellt Cliff Calley vor, der Leo zu befragen beginnt. Während Leo die Fragen beantwortet, erinnert er sich an den Tag, an dem er Bartlet, den damaligen Gouverneur von New Hampshire, von der Präsidentschaftskandidatur überzeugte. An jenem Tag besuchte Leo Bartlet in seinem Büro in New Hampshire und gab ihm eine Serviette, die er zuvor mit der Aufschrift „Bartlet für Amerika“ versehen hatte. Im Anhörungssaal wird Leo gefragt, ob er Bartlet zu einer Kandidatur geraten hätte, wenn er über die Multiple Sklerose Bescheid gewusst hätte. Leo weicht aus und unterhält sich stattdessen mit seiner Anwältin. Im Weißen Haus spricht Josh mit Casper bei Präsident Bartlet vor, der derweil mit dem Gouverneur von Tennessee und Beratern darüber spricht, zum Schutz der afroamerikanischen Kirchen eventuell Soldaten auszusenden. Nach der Besprechung fragt Bartlet Josh, was er mit dem Abgeordneten Darren Gibson plane, sollte er Leo befragen. Josh antwortet ihm, dass sie diese Konversation nicht führen sollten.

### Akt II
Der Abgeordnete Paul Dearborn vergleicht die First Lady Abigail Bartlet mit Edith Wilson, die das Land indirekt regiert habe, nachdem ihr Ehemann, Präsident Woodrow Wilson, einen Herzinfarkt erlitt. Folglich erinnert sich Leo an die ersten Monate des Wahlkampfs, der aus einem Ladenlokal in Manchester organisiert wurde. Dort kamen Sam, C.J. und Toby zu dem Entschluss, dass sich Bartlet einer medizinischen Untersuchung unterziehen lassen und die Ergebnisse veröffentlicht werden sollten. Bartlet und seine Frau Abigail berieten sich über diesen Schritt und sie sagte ihm, dass seine nachlassende Erkrankung nicht erkannt werden könne. Bartlet äußert seine Sorge darüber, ob die Geheimhaltung seiner Erkrankung einer Lüge gleichkommt.

### Akt III
Im Weißen Haus diskutieren Josh und Sam gegenwärtig, wie sie Gibson aus der Anhörung bekommen können. Währenddessen wird Leo gefragt, ob die Parteiführung der Demokraten über den Gesundheitszustand des Präsidenten in Kenntnis hätte gesetzt werden müssen und ob die Partei statt Bartlet vielleicht eher seinen Kontrahenten John Hoynes als Kandidaten auserkoren hätte. Als der Abgeordnete Erickson impliziert, dass Multiple Sklerose eine fatale Krankheit sei, widerspricht ihm Leo im Namen aller Eltern mit an MS erkrankten Kindern. Leo erinnert sich folglich an den Abend, an dem Hoynes von Bartlet das Amt des Vizepräsidenten angeboten hat. Bartlet machte Hoynes dieses Angebot, nachdem er seinen Mitarbeiterstab zunächst um Zustimmung gebeten hatte. Im Rahmen der Unterhaltung mit Hoynes gestand Bartlet ihm auch seine Krankheit. In der Gegenwart erfährt Josh von Special Agent Casper, dass ein Teenager bei der Herstellung eines Molotowcocktails gefunden wurde. Das FBI erklärt dies zu einer glaubwürdigen Gefahr für ein Komplott, weshalb der Gouverneur von Tennessee nun in der Lage ist, sein Volk zu beschützen. Josh bringt Präsident Bartlet nun bei, dass es ihm nicht gelungen sei, den Abgeordneten Gibson aus der Anhörung zu holen. Der Vorsitzende der Anhörung ruft folglich Gibson auf, der nun seine Fragen an Leo zu stellen beginnt. So fragt er Leo auch, wie häufig der Präsident nicht in der Lage gewesen sei, sein Amt auszuüben. Leo bestätigt zwei Vorfälle, wovon sich einer während des Wahlkampfs und einer während seiner Präsidentschaft ereignet habe. Diese Antwort überrascht sowohl seine Anwältin Jordon Kendall als auch die Mitglieder des Ausschusses. Jordon bittet folglich um eine Verschiebung der Anhörung, während die Ausschussmitglieder Joseph Bruno und Cliff Calley den Abgeordneten Gibson um eine Erklärung bitten. Josh bemerkt die Unterbrechung und teilt Leo am Telefon mit, dass Gibson die Anhörung nicht verlassen werde.

### Akt IV
Jordon möchte in der Folge von Leo wissen, was der Abgeordnete Gibson über ihn wisse. Leo blickt auf den Tag der letzten Präsidentschaftsdebatte zurück und erzählt ihr, dass er sich an jenem Abend mit möglichen Wahlkampfspendern auf seinem Hotelzimmer traf. Die kleine Gruppe begann zu trinken und auch Leo genehmigte sich trotz seiner Alkoholerkrankung ein Getränk. Als die Gruppe das Zimmer verlassen hatte, betrank sich Leo. Er teilt Jordan nun mit, dass Gibson eine der zuvor im Raum anwesenden Personen war. Als der Mitarbeiterstab den Präsidenten auf das Fernsehduell mit seinem Kontrahenten vorbereitete, erlitt Bartlet eine Attacke. Leo, weiterhin auf seinem Hotelzimmer, wurde von Josh über den Zusammenbruch von Bartlet informiert und dringlich darum gebeten, hinunterzukommen. Daraufhin kam Gibson zurück in den Raum und sah die zahlreichen alkoholischen Getränke. Leo erzählte ihm dann, dass Bartlet kollabiert sei und er sich sofort zum Ort der Debatte begeben müsse. Seiner Anwältin erzählt Leo, dass lediglich Josh und der Präsident von seinem Zustand an jenem Abend wussten. Danach bereiten sich Jordon und Leo darauf vor, zurück in den Saal zu gehen. In einem Hinterzimmer versucht derweil Cliff Calley im Beisein von Bruno den Abgeordneten Gibson von seiner Befragungsstrategie abzubringen. Als die Anhörung wieder aufgenommen wird, gesteht Joseph Bruno Gibson weitere Befragungszeit zu, verkündet letztlich aber doch die Vertagung der Anhörung. Leo kehrt danach ins Weiße Haus zurück, wo Präsident Bartlet bereits in Leos Büro auf ihn wartet. Der Präsident übergibt ihm die Serviette, die Leo ihm damals übergab, um für die Präsidentschaft zu kandidieren. Bartlet sagt ihm zudem, dass dies sehr nett von Leo gewesen sei. Nachdem der Präsident das Büro verlässt, beginnt Leo zu weinen.

## Auszeichnungen
Bei der Primetime-Emmy-Verleihung 2002 wurde 
John Spencer in der Kategorie Bester Nebendarsteller in einer Dramaserie ausgezeichnet. Ausschlaggebend dafür waren seine Darstellerleistungen in dieser Episode und in der Episode Wir haben Yamamoto getötet. Auch Thomas Del Ruth wurde für seine Outstanding Cinematography for a Single-Camera Series für „Bartlet for America“ für den Emmy nominiert, ebenso wie Lauren A. Schaffer für den Primetime Emmy for Outstanding Single-Camera Picture Editing for a Drama Series.
Im gleichen Jahr gewann Thomas Del Ruth in der Kategorie Outstanding Achievement in Cinematography in Regular Series den American Society of Cinematographers Award.